# 奧斯特羅熱茨 (利維夫州)
49°41′35″N 23°11′36″E / 49.69306°N 23.19333°E
奧斯特羅熱茨（羅馬化：Ostrozhets）是烏克蘭西部利沃夫州亞沃里夫區莫斯蒂斯卡市镇内的村庄。始建於1940年，面積1.57平方公里，海拔高度289米，2001年人口289。